# Mission House (Massachusetts)
Das Mission House wurde in der Mitte des 18. Jahrhunderts in Stockbridge im Bundesstaat Massachusetts der Vereinigten Staaten durch den Missionar John Sergeant errichtet. Es ist als National Historic Landmark im National Register of Historic Places eingetragen und wird heute von der Organisation The Trustees of Reservations als Museum betrieben.

## Geschichte
Das tatsächliche Baudatum des Hauses ist nicht eindeutig feststellbar. John Sergeant, der erste Missionar für die dort lebenden Mahican-Indianer, erhielt das Grundstück bereits im Zuge der Gründung der Stadt Stockbridge im Jahr 1739, jedoch wird das Gebäude erstmals 1742 erwähnt. Das Haus wurde zunächst auf dem Prospect Hill errichtet, jedoch in den 1920er Jahren durch Mabel Choate – damals Eigentümerin des heutigen Schutzgebiets Naumkeag – an seinen heutigen Standort umgesetzt. Die Stockbridge Mission House Association schenkte es den Trustees zur weiteren Verwaltung im Jahr 1948.
Von 1928 bis 1933 konzipierte und errichtete der renommierte Landschaftsarchitekt Fletcher Steele die Gärten des Hauses im Stil der Colonial-Revival-Architektur. In einem gesondert angelegten Küchengarten finden sich noch heute mehr als 100 Kräuter sowie Ausdauernde Pflanzen und Einjährige Pflanzen, die für die frühen Kolonisten entweder kulinarische oder medizinische Bedeutung hatten. Als Eingang zum Grundstück dient heute ein Nachbau eines Verkaufsstands für Cobbler.
Im Haus selbst kann eine umfangreiche Sammlung von Einrichtungsgegenständen und Möbeln aus dem 18. Jahrhundert besichtigt werden. Über den Hinterhof gelangt man zu einem kleinen Bereich, in dem die Geschichte der Mahican-Indianer zum einen anhand von Artefakten dargestellt wird, die Mabel Choate in den 1930er Jahren sammelte, zum anderen aber auch mittels Geschichten von den heute lebenden Nachfahren.